# Latasha Byears
Latasha Byears (* 12. August 1973 in Memphis, Tennessee) ist eine US-amerikanische Basketballspielerin.

## Leben
Byears ging in Millington, Tennessee, zur Schule und dann zur High School nach Arlington, Tennessee. Nach ihrer Schule studierte sie an der DePaul University in Chicago, wo sie Basketball spielte. In der WNBA spielte sie als professionelle Basketballspielerin für die Vereine Sacramento Monarchs, Los Angeles Sparks, Washington Mystics und den Houston Comets. 2001 und 2002 gewann sie mit ihrer Mannschaft Los Angeles Sparks jeweils die Meisterschaft der WNBA. 2006 spielte Byears als Basketballspielerin in Bulgarien für den Verein CSKA Sofia. 2008 erhielt sie einen Vertrag in Leszno, Polen. Byears lebt offen homosexuell.
2003 geriet Byears in ein Gerichtsverfahren wegen angeblicher sexueller Belästigung in den Vereinigten Staaten. Nach dem vorzeitigen Ende des Vertrags bei den Sparks konnte sie ihre WNBA-Karriere erst nach einigen Jahren bei den Mystics wieder aufnehmen.
Für einige Jahre war sie auch für Vereine in Europa aktiv. Beispielsweise 1999/2000 für Polisportiva Cestistica Riunita Messinese.